# قائمة السلالات الحاكمة الإسلامية الشيعية
القائمة التالية هي قائمة من السلالات الإسلامية الشيعية:

## مصر وشمال أفريقيا
- الدولة الفاطميّة (912 م ) مدينة المهدية في ولاية إفريقية
- أدارسة (780-985 م) - زيدية[1]
- الدولة الفاطمية (909-1171 م) - إسماعيلية
- بنو كنز (1004-1412 م)[2]

## أوروبا
- إمارة بني كلب (948-1053 م)
- بنو حمود (1016-1073 م) - زيدية[3]

## شبه الجزيرة العربية

### البحرين
- القرامطة (899-1076) اسماعليه
- العيونيون (1076-1238) الاثناء عشرية
- العصفوريون (1233-1392) الاثناء عشرية
- الجروانيون (1392-1417) الاثناء عشرية
- الدولة الجبرية (1417 – 1526)الاثناء عشرية
- الإمارة الخالدية الأولى(1669 – 1796) الاثناء عشرية
- الامارة الخالدية الثانيه(1819 – 1830) الاثناء عشرية

### اليمن
- الدولة الأخيضرية (865-1066 م) - زيدية
- بنو الرسي (893-1962 م) - زيدية
- بنو صليح (1047-1138 م) - إسماعيلية[4]

## العراق وبلاد الشام
- إمارة المختار الثقفي (685_687 م)
- بنو أسد (961-1163 م) (العراق)
- الحمدانيون (890-1004 م)
- النميريون (990-1081 م) (شرق سوريا وجنوب شرق تركيا)
- العقيليون (990-1169 م)
- مرداسيون (1024-1080 م)

## آسيا الصغرى (تركيا الحديثة)
- بنو آرتين (1328-1381)
- الدانشمنديون (1071-1178)
- بنو إرزينجان (1379-1410)

## إيران والقوقاز
- آل جستان (791-974 م) - زيدية
- العيشانيون (912-961 م)
- الزياريون (928-1043 م)
- البويهيون (934-1062 م) - زيدية وتحولوا إلى شيعة اثنا عشرية
- الحسنويون (959-1015 م)
- بنو كاكوية (1008-1051 م)
- الدولة الإسماعيلية (1090-1256 م)
- السربداريون (1332-1386 م) - شيعة اثنا عشرية
- الاينجويون (1335-1357 م) - شيعة اثنا عشرية
- المرعشيون (1359-1582 م)
- قراقويونلو (1375-1468 م)
- الدولة المشعشعية (1436-1729 م)
- الدولة الصفوية (1501-1736 م) - شيعة اثنا عشرية
- خانية باكو (1753-1806 م)
- خانية اريفان (1604-1828)
- الدولة الأفشارية (1736-1796 م)
- خانية دربند (1747-1806 م)
- خانية كنجه (1747-1804 م)
- خانية طاليش (1747-1828 م)
- خانات نخجوان (1747-1813 م)
- خانية القره باغ (1747-1822 م)
- الدولة الزندية (1750-1794 م)
- القاجاريون (1785-1925 م)
- الدولة البهلوية (1925-1979 م)
- الدولة الكعبية (1812 – 1925 م)

## الهند
- سلالة سومرا  [لغات أخرى]‏، السند (1026–1356)
- البهمنيون (1347-1527 م)
- سلطنة جوانبور (1394-1479 م)
- سلطنة بيدار (1489-1619 م)
- سلطنة بيرار (1490-1572 م)
- سلطنة أحمد نجار (1490-1636 م)
- سلالة قطب شاهي (1512-1687 م)
- سلالة العادل شاهي (1490-1686 م)
- سلالة النجم الساني
- نواب رامبور (1719-1949)
- نواب أوده (1722-1858 م)
- نواب البنغال (1757-1880)
- سلالة تالبور (1783-1843)[5]
- هونزا أو إمارة هنزه
- إمارة ناجار

## جنوب شرق آسيا
- دايا باساي (1128-1285 م).[6]
- بندر كليبة [6]
- مويرا مالايا[6]
- كانتو كمبر [6]
- روبارومون

## شرق أفريقيا
- مملكة كلوه (957-1506 م).[7]